# Curcuma pambrosima
Curcuma pambrosima (thường gọi là Giờ) là một loài thực vật có hoa trong họ Gừng. Loài này được Jana Leong-Škorničková và Lý Ngọc Sâm mô tả khoa học đầu tiên năm 2010.

## Phân bố
Loài này được tìm thấy tại thị xã Đông Hòa, tỉnh Phú Yên, Việt Nam.

## Sử dụng
Ở Việt Nam, hoa giờ được sử dụng để nấu canh. Củ giờ có thể chế biến thành bột huỳnh tinh để dành chữa bệnh kiết lỵ, hoặc dùng uống giải nhiệt, cấp cứu khi bị thương hàn, nóng sốt. Khi ăn sống, củ có vị ngọt thanh, hơi nhớt, ăn rất mát.
Lá của cây giờ thường được người dân sử dụng làm thức ăn cho gia súc.